# Alfred Anderle
Alfred Anderle (geboren am 21. Juni 1925 in Loosch, Tschechoslowakische Republik; gestorben 1994) war ein deutscher Osteuropahistoriker.

## Leben
Alfred Anderle wurde als Sohn eines deutschen Bergarbeiters in der Tschechoslowakei geboren. Am 7. Januar 1943 beantragte er die Aufnahme in die NSDAP und wurde zum 20. April desselben Jahres aufgenommen (Mitgliedsnummer 9.412.746). Er wurde Soldat und kam in sowjetische Kriegsgefangenschaft, aus der er 1947 entlassen wurde. Anderle trat der FDJ bei und war 1947 Sekretär der Stadtteilleitung in Borna. Im folgenden Jahr besuchte er die Vorstudienanstalt in Leipzig und studierte von 1948 bis 1952 Slawistik und Geschichte an der Universität Leipzig. Er trat der SED bei und wurde 1952 Lehrbeauftragter an der Universität in Leipzig. Ab 1953 erhielt er eine Aspirantur zum Studium an der Lomonossow-Universität Moskau. Er promovierte dort 1959. 1962 habilitierte er sich mit der Arbeit: Der Rapallovertrag und die deutsche Außenpolitik in den Jahren 1922–1925. Von 1959 bis zu seiner Emeritierung 1990 lehrte er an der Universität Halle.
Anderle gehörte von 1959 bis 1990 dem Redaktionskollegium der Zeitschrift für Geschichtswissenschaft an. Er war korrespondierendes Mitglied der Sektion Geschichte der Deutschen Akademie der Wissenschaften zu Berlin. Im Mai 1968 wurde er zum Kreisvorsitzenden der Hallenser Universität der Gesellschaft für Deutsch-Sowjetische Freundschaft gewählt.

## Veröffentlichungen (Auswahl)

### Selbstständige Veröffentlichungen
- Sovetsko germanskie otnošenija v 1926–1929 gg (= Die deutsch-sowjetischen Beziehungen von 1926–1929). Moskau 1959 (Dissertation, Lomonossow-Universität, Moskau) (russisch).
- Redaktion mit Werner Basler: Juni 1941. Beiträge zur Geschichte des hitlerfaschistischen Überfalls auf die Sowjetunion. Rütten & Loening, Berlin 1961 (= Veröffentlichungen des Instituts für Geschichte der Völker der UdSSR an der Martin-Luther-Universität Halle-Wittenberg. Band 2).
- Der Rapallovertrag und die deutsche Außenpolitik in den Jahren 1922–1925. Habilitationsschrift, Martin-Luther-Universität Halle-Wittenberg 1962.
- Die deutsche Rapallo-Politik. Deutsch-sowjetische Beziehungen 1922–1929. Rütten & Loening, Berlin 1962 (= Veröffentlichungen des Instituts für Geschichte der Völker der UdSSR an der Martin-Luther-Universität Halle-Wittenberg. Band 4), Inhaltsverzeichnis (Memento vom 25. März 2016 im Internet Archive).[7]
- Vom Werden und Wachsen des Sowjetvolkes. Triumph der Leninschen Nationalitätenpolitik. Hrsg.: Zentralvorstand der Gesellschaft für Deutsch-Sowjetische Freundschaft, Abt. Propaganda. Zentralvorstand der Gesellschaft für Deutsch-Sowjetische Freundschaft, Berlin 1972.
- mit Franz Svatosch: Zur Geschichte des sozialistischen Weltsystems. 2 Teile. Pädagogische Hochschule, Potsdam 1975/1976 (= Lehrmaterial zur Ausbildung von Diplomlehrern: Geschichte).

### Vorträge
- Die Leninsche Theorie der friedlichen Koexistenz und ihre Bedeutung für den Kampf gegen den deutschen Imperialismus. Universitätsvortrag gehalten am 22. April 1960 auf der Theoretischen Konferenz aus Anlaß des 90. Geburtstages Lenins im Tschernyschewskij-Haus. Martin-Luther-Universität Halle-Wittenberg, Halle (Saale) 1960.

### Herausgeber
- Bearb. mit Konrad Hecktheuer: Proletarischer Internationalismus. Materialien einer Arbeitstagung über Rolle und Bedeutung des proletarischen Internationalismus, Halle, 6./7. November 1959. Zusammengestellt und bearbeitet. Rütten & Loening, Berlin 1961 (= Veröffentlichungen des Instituts für Geschichte der Völker der UdSSR an der Martin-Luther-Universität Halle-Wittenberg. Band 1).
- Bearb. mit Gerd Voigt: Zur Geschichte der UdSSR. Dokumente und Materialien. Zusammengestellt und bearbeitet. Volk und Wissen.[8]
  - Teil 1: 1917–1925. Berlin 1960.
  - Teil 2: 1926–1937. Berlin 1962.
  - Teil 3: 1938–1961. Berlin 1962.
- Redaktionskollegium mit Rolf Rudolph, Jürgen Kuczynski, Eduard Winter: Zur Geschichte des Kolonialismus und der nationalen Befreiung. Rütten & Loening, Berlin 1961 (= Zeitschrift für Geschichtswissenschaft. Sonderheft).
- mit Walter Markov, Ernst Werner: Weltgeschichte. Die Länder der Erde von A–Z. Bibliographisches Institut, Leipzig 1964 (= Kleine Enzyklopädie).
- Redaktion mit G. Gorski, Helga Heerdegen: Zwei Jahrzehnte deutsch-sowjetische Beziehungen 1945–1965. Beiträge von einem Kollektiv beim Institut für Geschichte der Völker der UdSSR an der Martin-Luther-Universität Halle mit einem Vorwort von Johannes Dieckmann. Staatsverlag der Deutschen Demokratischen Republik, Berlin 1965.[9]
- Evolution und Revolution in der Weltgeschichte. Zum XII. Internationalen Historikerkongreß in Wien 1965. Deutscher Verlag der Wissenschaften, Berlin 1965 (= Zeitschrift für Geschichtswissenschaft. Sonderheft).
- mit Werner Basler u. a.: Weltgeschichte in Daten. Deutscher Verlag der Wissenschaften, Berlin 1965.[10]
- Die Große Sozialistische Oktoberrevolution und Deutschland. 2 Bände. Dietz Verlag, Berlin 1967.
- Der Sieg der Sowjetunion über den Hitlerfaschismus. Beginn einer neuen Etappe im revolutionären Weltprozeß. Materialien einer Arbeitstagung der Martin-Luther-Universität Halle-Wittenberg. Martin-Luther-Universität Halle-Wittenberg, Halle (Saale) 1976.
- Entwicklungsprobleme der marxistisch-leninistischen Geschichtswissenschaft in der UdSSR und in der DDR. Im Auftrage der Kommission der Historiker der DDR und der UdSSR (= Martin-Luther-Universität Halle-Wittenberg, Wissenschaftliche Beiträge. 1983).[11][12]
- mit Erich Donnert: Forschungen zur Geschichte und internationalen Wirksamkeit der sowjetischen Historiographie. Martin-Luther-Universität Halle-Wittenberg, Halle (Saale) 1984 (= Wissenschaftliche Beiträge. Martin-Luther-Universität Halle-Wittenberg), ISSN 0440-1298[13]

### Übersetzungen
- A. M. Gorki und die Geschichte der Fabriken und Werke. Sammelband zur Unterstützung der Arbeit an der Betriebsgeschichte. Verlag Tribüne, Berlin 1964.
- Kommunistische Partei der Sowjetunion, historischer Abriss, statistisches Material, Historiographie, Bibliographie. Dietz Verlag, Berlin 1967 (Aus: Sowjetische historische Enzyklopädie. Band 7).
- Il'ja B. Berchin: Geschichte der UdSSR. 1917–1970. Deutsche Übersetzung von Günter Rosenfeld, Alfred Anderle. Dietz Verlag, Berlin 1971.
- Geschichte der UdSSR. 1917–1977. Von einem Autorenkollektiv unter Leitung von A.M. Samsonow. In deutscher Sprache hrsg. Akademie-Verlag, Berlin 1977.[14]
  - Teil 1: 1917 bis 1941. Von der Großen Sozialistischen Oktoberrevolution bis zum Sieg des Sozialismus (= Taschenbuch Geschichte. Band 31).
  - Teil 2: 1941 bis 1977. Vom Großen Vaterländischen Krieg bis zur Gegenwart (= Taschenbuch Geschichte. Band 31).
- Pjotr Rytschkow: Orenburgische Topographie oder Ausführliche Beschreibung des Gouvernements Orenburg aus dem Jahre 1762. Aus dem Russischen übertragen, hrsg., kommentiert und mit einer Einleitung versehen. Kiepenheuer, Leipzig/Weimar 1983.

### Schulbuch
- Geschichte. Lehrbuch für Klasse 7. (1. Auflage) Volk und Wissen, Berlin 1968.
- Geschichte. Lehrbuch für Klasse 7. Leitung des Autorenkollektivs: Hans Hübner. Volk und Wissen, Berlin 1985 (4. Ausgabe 1988), ISBN 3-06-110703-7.